# Schutzbauten Welschdörfli
Die Schutzbauten im Welschdörfli, einem heute besonders als Vergnügungsviertel bekannten Quartier im Bündner Hauptort Chur, sind ein 1986 erstelltes Werk des Architekten Peter Zumthor. Sie liegen im Seilerbahnweg und schützen eine zivil genutzte, antike römische Siedlung Curia Raetorum. Darunter liegen noch weit ältere Schichten, die in die Jungsteinzeit datiert werden. Besichtigt werden können die römischen Bauzeugnisse und Wandmalereien sowie Funde von der Jungsteinzeit bis zur römischen Epoche.

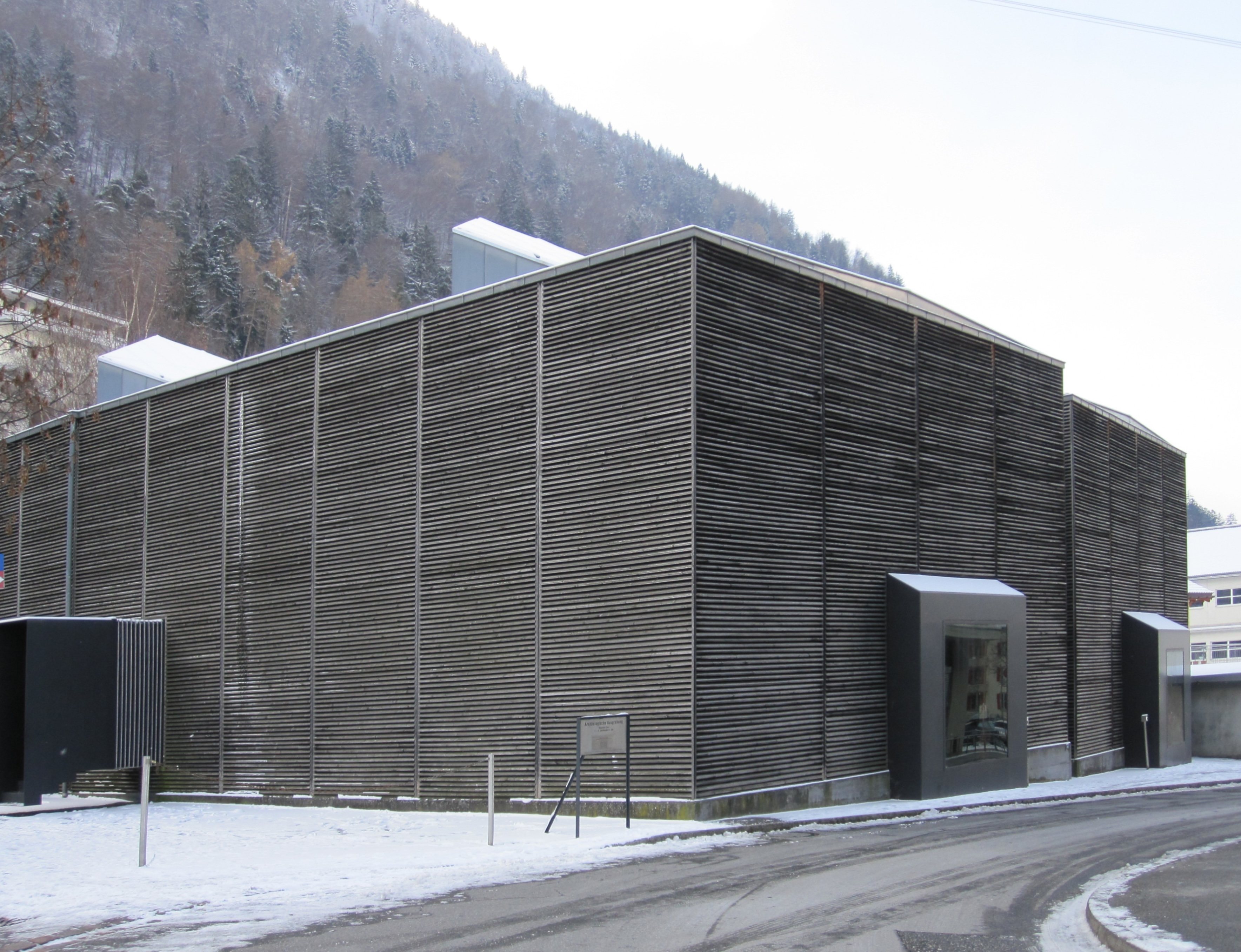
Fassade

## Geschichte und Museum

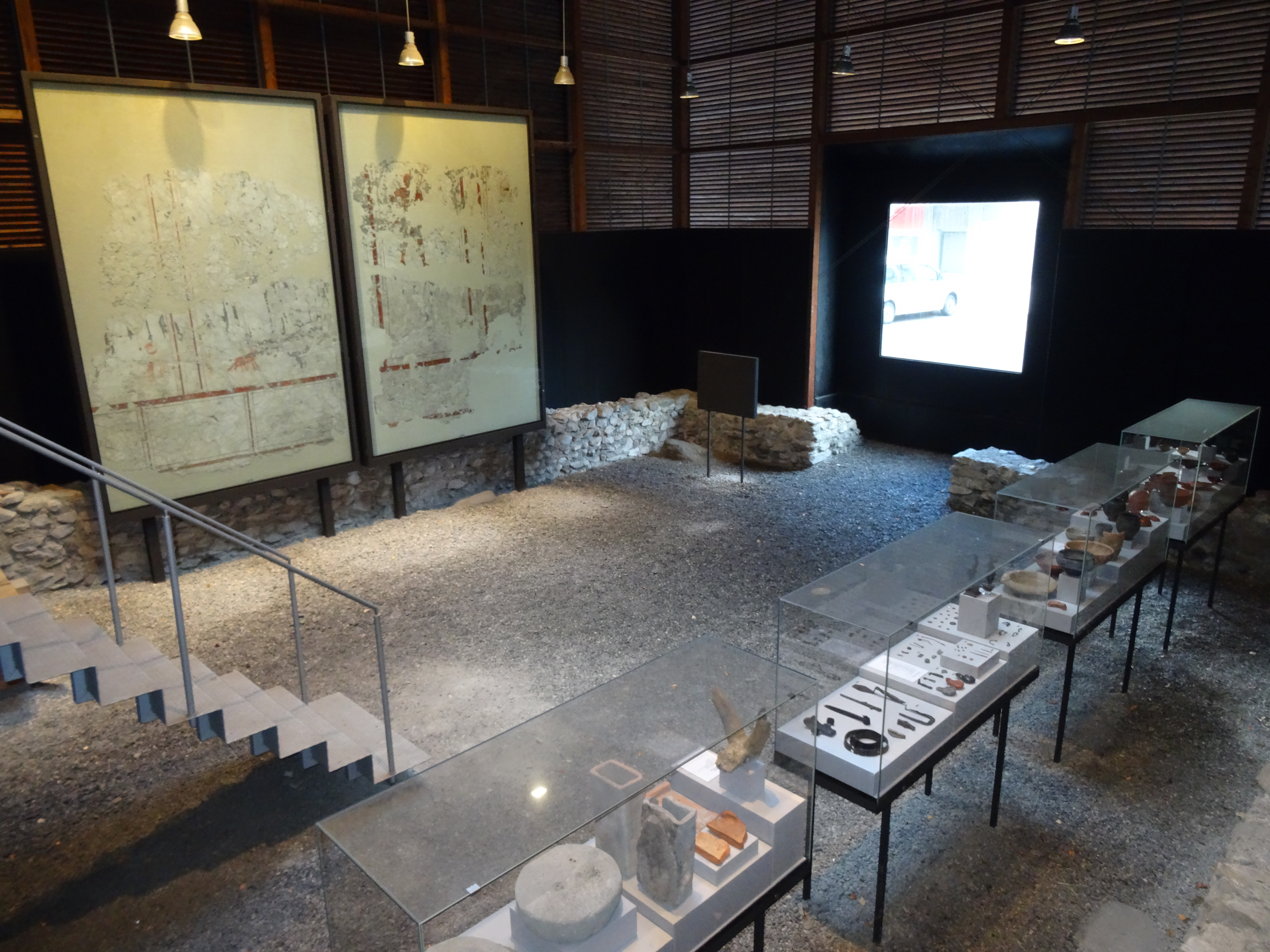
Ausstellung in der ersten Halle

Seit dem 18. Jahrhundert traten immer wieder Bausubstanzen der Siedlung zutage. Erst zu Beginn des 20. Jahrhunderts wurden diese systematisch ausgewertet, die freigelegten Wandmalereien konserviert und schliesslich 1967 die ganze Stätte vom neu gegründeten Archäologischen Dienst Graubünden zu einer musealen Anlage aufbereitet.

## Stil
Die Bauten sind eine asymmetrische Holzkonstruktion mit offenen Wänden, deren Balken mit ihren Winkeln die uneinheitlichen Grundrisse der Siedlung nachahmen. Die drei Hallen im Innern sind durch eine Passarelle verbunden und werden durch verdunkelte Oberlichter mit bewusst schwachem Tageslicht versorgt.

## Auszeichnungen und Preise
- 1987: Auszeichnung für gute Bauten Graubünden

## Kulturgut
Die Fundstätte als Zeugnis der Siedlungsarchäologie samt den Schutzbauten wird geführt in der Liste der Kulturgüter von nationaler Bedeutung im Kanton Graubünden.

## Bilder

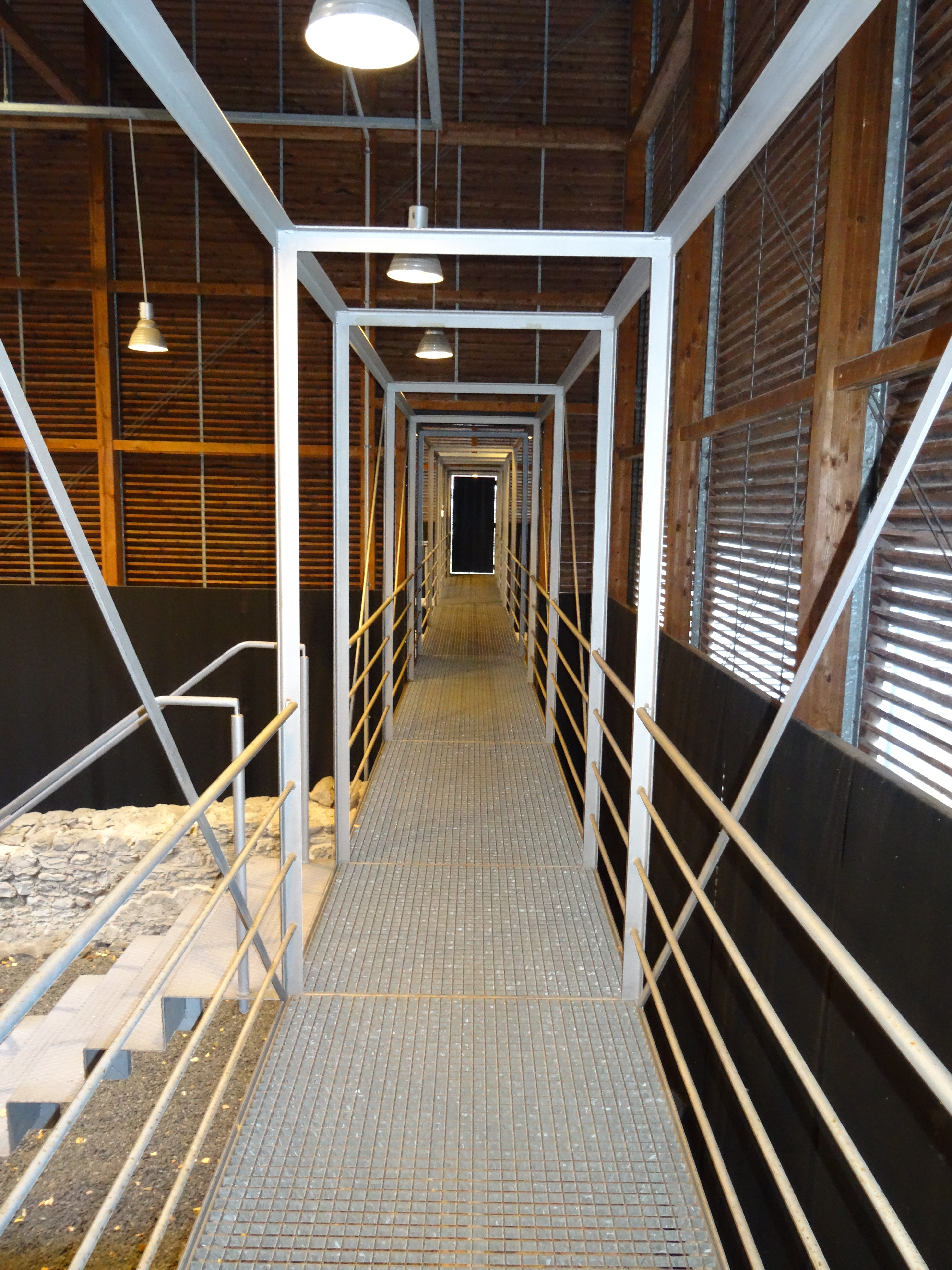
Passarelle
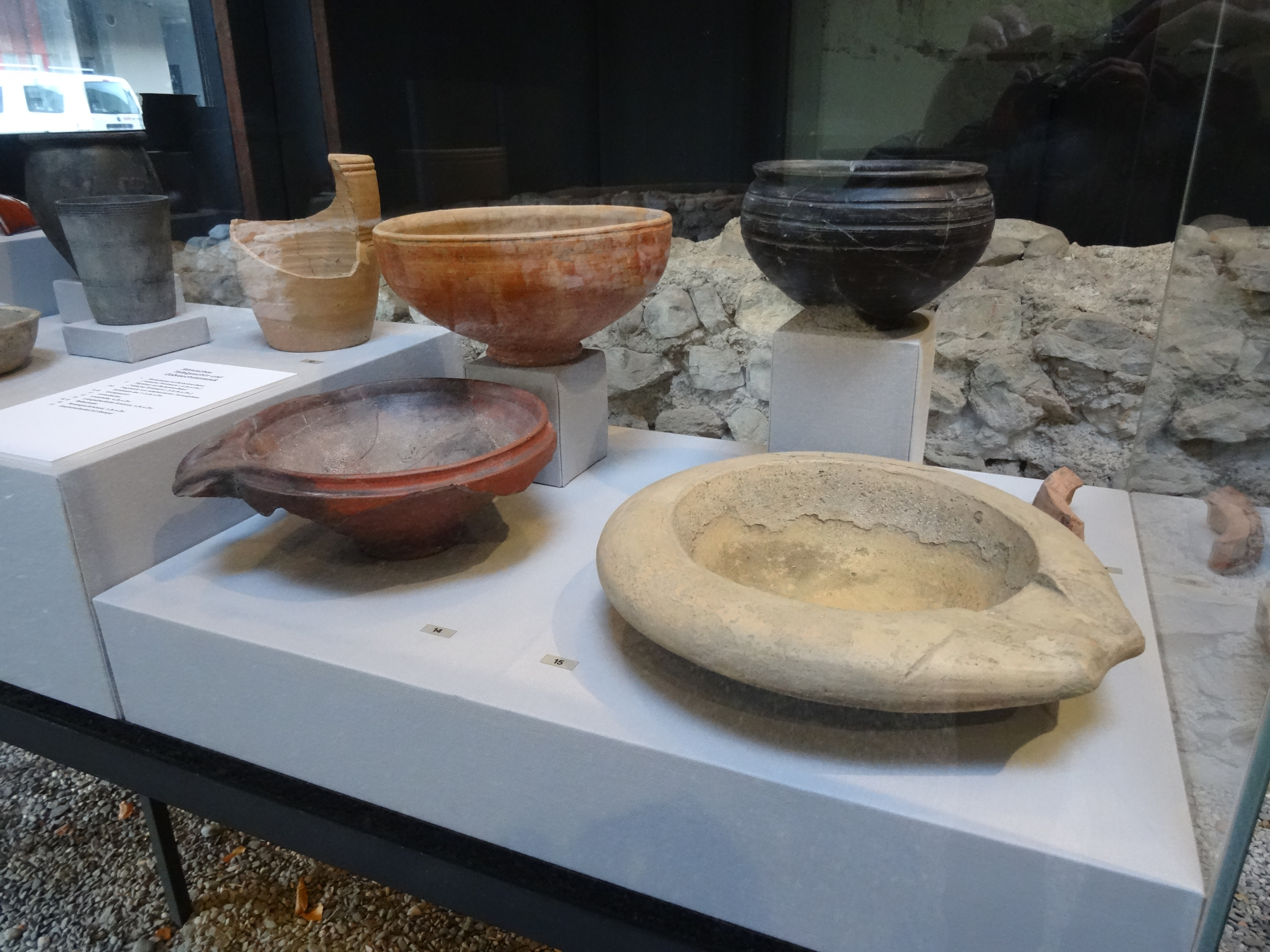
Römische Keramik
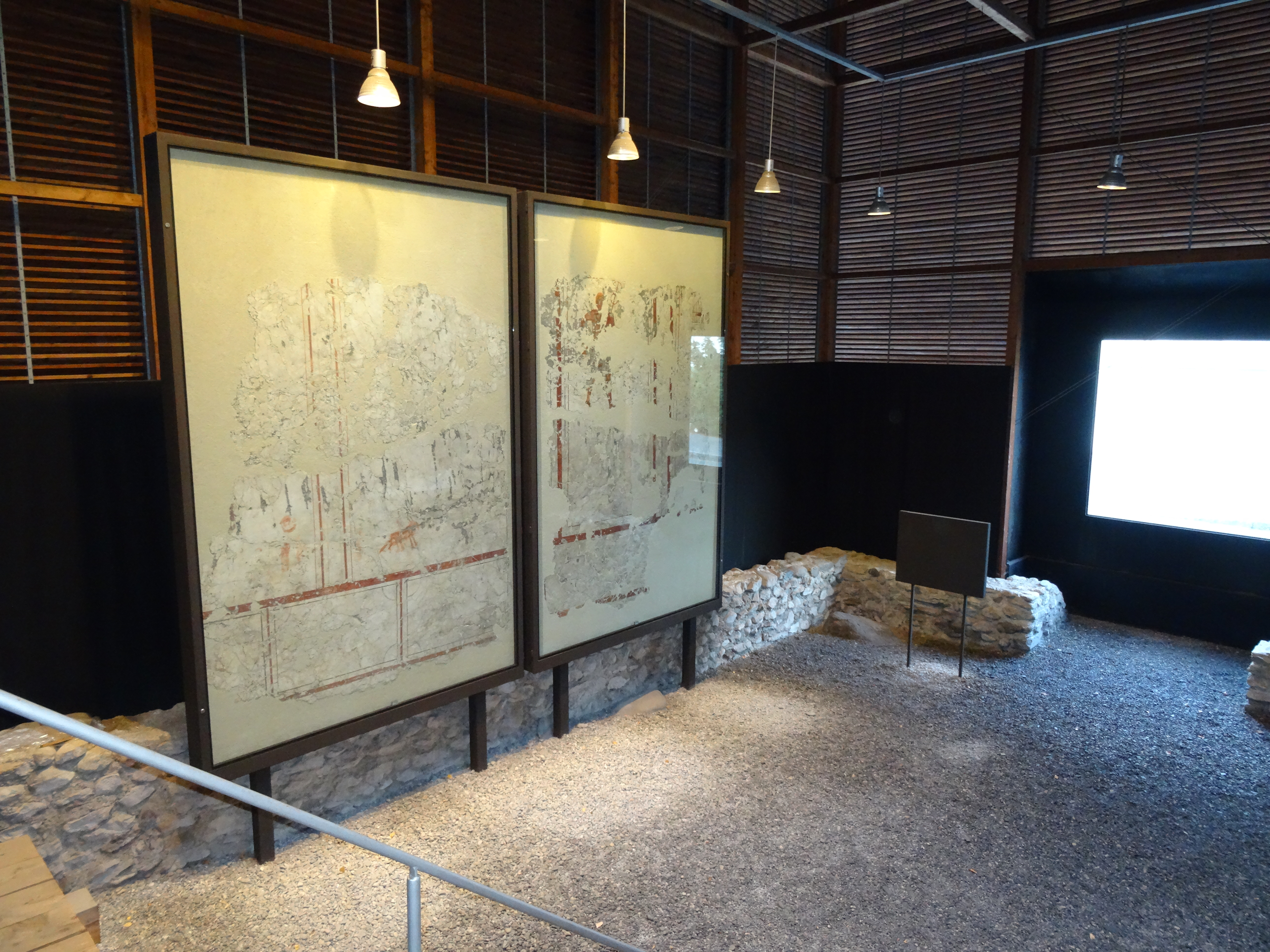
Wandmalerei
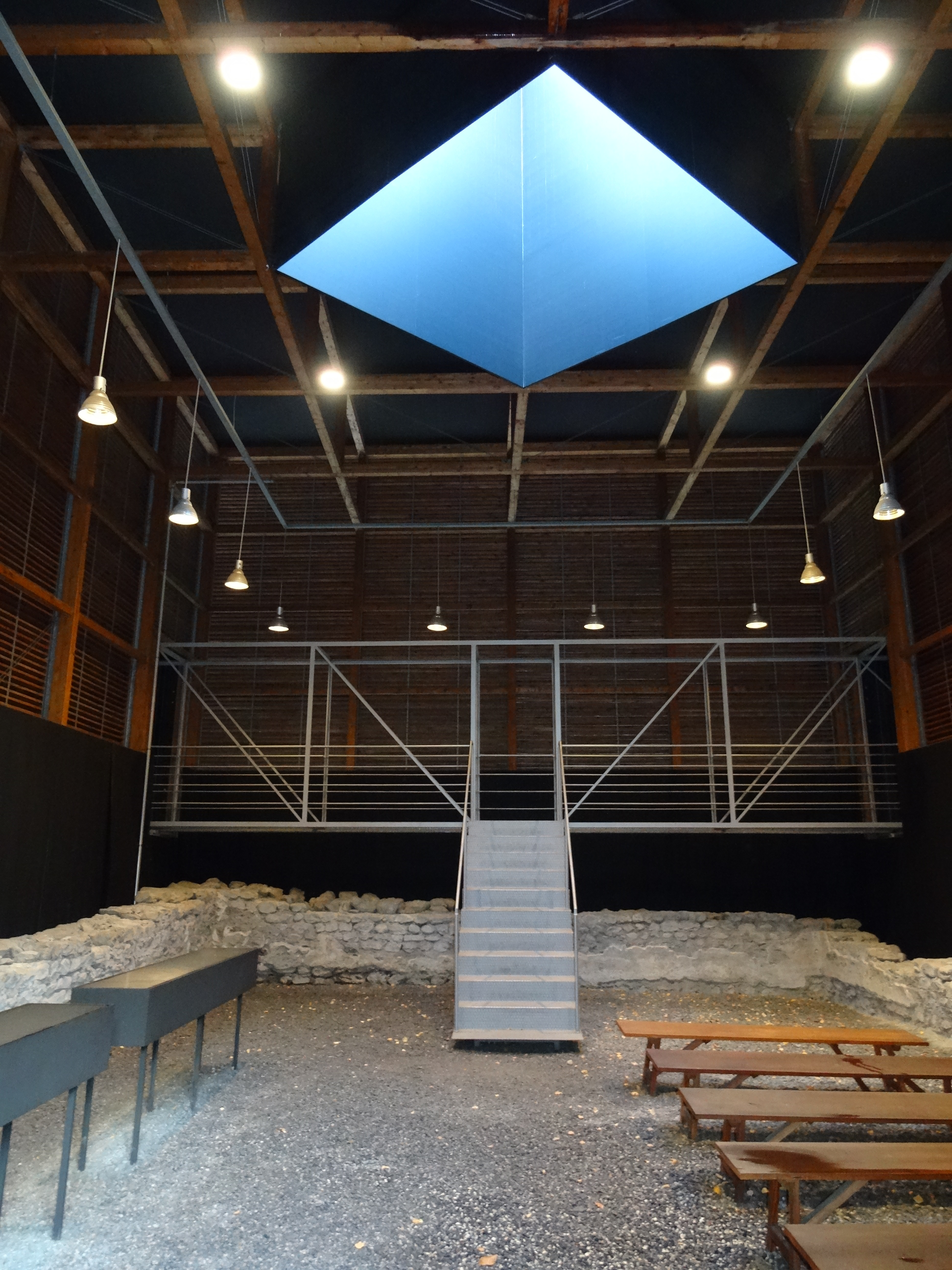
Zweite Halle